# Genoveva Torres Morales
Santa Genoveva Torres Morales (Almenara, Castellón, 3 de enero de 1870-Zaragoza, 5 de enero de 1956) fue una religiosa católica española, fundadora del Instituto de las Hermanas del Sagrado Corazón de Jesús y de los Ángeles, de  ayuda a las mujeres, que fue canonizada en 2003 por el papa Juan Pablo II.

## Biografía

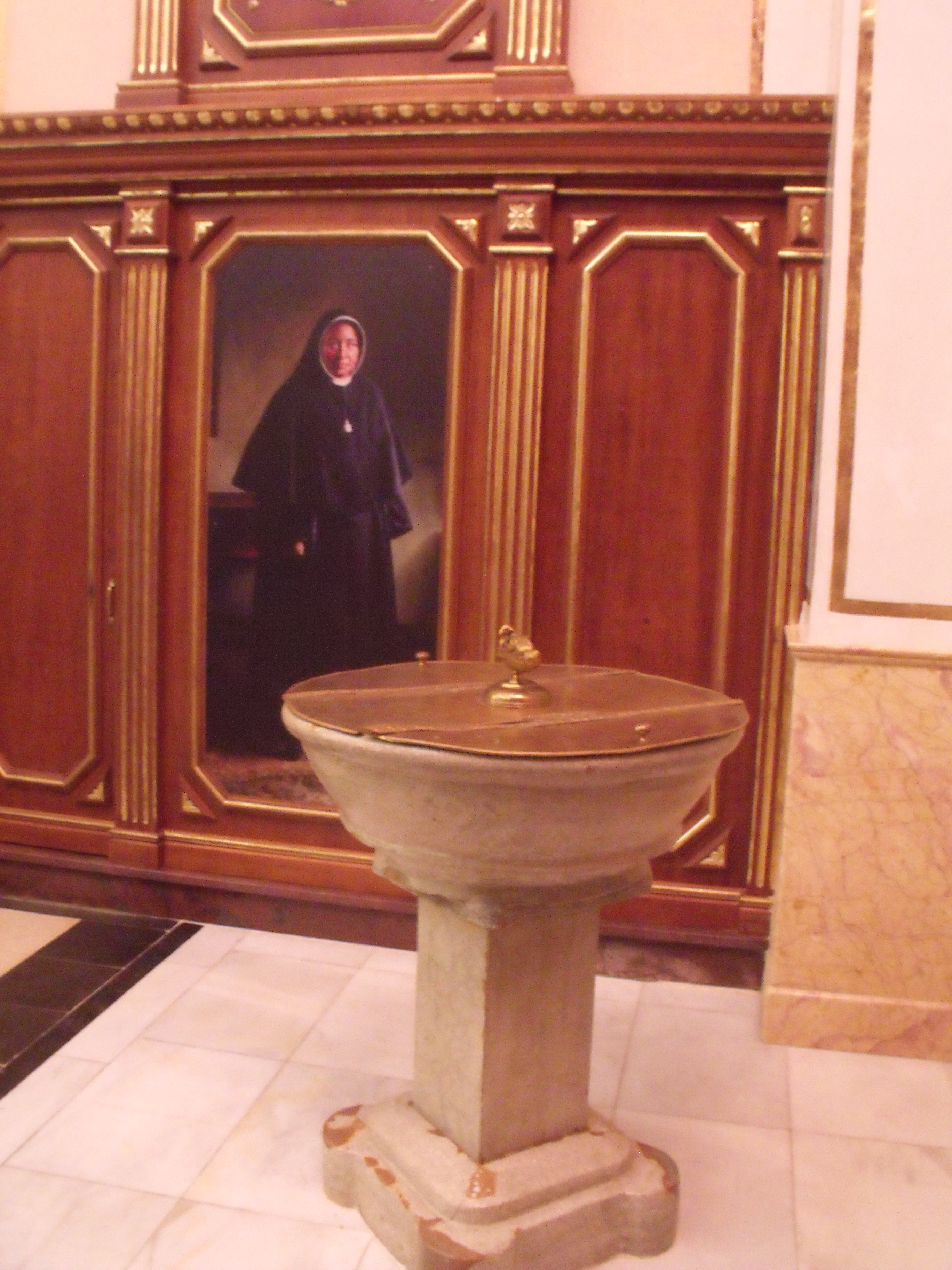
Pila bautismal de la iglesia de los Santos Juanes de Almenara, en la que fue bautizada Genoveva Torres.

Genoveva fue la menor de los seis hijos de José Torres y Vicenta Morales. A los ocho años, perdió a su padre y a cuatro de sus hermanos y se tuvo que hacer cargo de su hermano, José, viéndose forzada a dejar los estudios. Empezó una vida de servicio como asistente del hogar y reservó las noches para dedicarse a la lectura de libros piadosos de su madre. A los trece años, se le diagnosticó un tumor maligno en una pierna, la cual debió ser amputada a la altura del muslo, en una operación sin anestesia, para eliminar la gangrena. Desde entonces tuvo  que andar siempre con dos muletas. 
En 1885 volvió a caer enferma y tuvo que ser asilada en la Casa de la Misericordia de Valencia, regentada por las Carmelitas de la Caridad.Allí completó su escasa cultura y profundizó su formación espiritual. Después de nueve años, Carlos Ferrís, sacerdote jesuita y fundador de la Leprosería de Fontilles, solicitó su ingreso como religiosa en la Orden carmelita, pero su discapacidad fue considerada un obstáculo para ser admitida. Desde entonces, Genoveva no pidió el ingreso en ninguna otra congregación.
En 1911, junto a dos mujeres (Isabel Fuster, una viuda con su hija de once años y Amparo Rives, soltera), fundó la Sociedad Angélica (conocidas popularmente como "las Angélicas")  La misión era ofrecer un nuevo hogar a mujeres desamparadas y solas, aportando la pensión que  ellas mismas pudieran. El 2 de febrero de 1911 se inauguró la primera casa en Valencia con cuatro residentes, y Torres fue nombrada Directora de la Casa. Las fundaciones se extendieron rápidamente por España. A partir de diciembre de 1912 comenzaron a vestir con hábito característico y, en 1915, a consagrarse a Dios con votos privados. 
El 5 de diciembre de 1925 se promulgó el Decreto por el que la Sociedad Angélica se convertía en Instituto religioso diocesano, y el 18 de diciembre el Arzobispo de Zaragoza recibió personalmente la profesión religiosa de Genoveva  Torres y de sus 18 compañeras. Dos días después fue nombrada Madre General del Instituto, con sede generalicia en Zaragoza. Fue allí donde instalaron la Casa General y el Noviciado, en una hospedería ubicada a los pies de la Virgen del Pilar e inaugurada en 1941. A pesar de su cojera, la madre Genoveva viajó por las principales ciudades españolas fundando residencias. 
En 1931, la madre Genoveva empezó su tarea como maestra y guía espiritual del nuevo Instituto Religioso, aunque primero la República y después la Guerra Civil  hicieron que la Orden perdiera diferentes casas en todo el país. Después de la guerra, la religiosa se convirtió en la principal animadora para recuperar las Casas perdidas durante el conflicto, y así, al poco tiempo ya estaban funcionando de nuevo las seis Casas de la Sociedad Angélica.
A partir de 1950, Genoveva empezó a perder facultades pero, por otro lado, la orden consiguió el 25 de marzo de 1953 la cesión por Roma del "Decretum Laudis" que tanto deseaba. Adquirió así su obra carácter pontificio universal, pasando a denominarse desde entonces Hermanas del Sagrado Corazón de Jesús y de los Santos Ángeles. A principios de diciembre de 1955, su estado de salud se agravó y el día 30 de diciembre sufrió un ataque cerebrovascular. Se le administró la unción de enfermos y a las nueve de la mañana del 5 de enero de 1956, la religiosa entró en estado de coma, falleciendo en la Casa Generalicia de Zaragoza.
El pueblo comenzó a invocarla con el título de Ángel de la Soledad. Los restos mortales de Genoveva fueron depositados en una cripta que se construyó bajo el altar mayor de la Casa Generalicia.

## Reconocimientos
Fue beatificada por el Papa Juan Pablo II el 29 de enero de 1995 y canonizada el 4 de mayo del 2003 en la Plaza de Colón de Madrid.
Se dio su nombre a la parroquia creada en Majadahonda, Madrid,  el 14 de marzo de 2008. 